# Морди
Морди (пољ. Mordy) град је у Пољској у Војводству мазовском. По подацима из 2012. године број становника у месту је био 1833.

## Становништво
| 2012. |
| ----- |
| 1.833 |